# Лиа Апостоловски
Лиа Апостоловски (словен. Lia Apostolovski; Љубљана, 23. јун 2000) је словеначка атлетичарка и вишеструка државна шампионка у скоку увис.

## Биографија
Рођена је 23. јуна 2000. у Љубљани. Њен отац, Сашо Апостоловски, бивши је државни рекордер у скоку увис.
Тренер јој је словеначки рекордер у скоку увис Рожле Презељ.

### Каријера
Освојила је бронзану медаљу на Европском првенству за млађе сениоре у Талину 2021. На Европском првенству 2022. у Минхену је стигла до финала заузевши седмо место (1,90 м).
Нови лични рекорд је поставила 5. августа 2023, прескочивши 1,95 метара у Хајлброну. Крајем августа исте године је стигла до финала на Светском првенству 2023. у Будимпешти заузевши девето место (1,90 м).
Бронзану медаљу је освојила на Светском првенству 2024. у Глазгову, изједначивши свој лични рекорд. Треће место је освојила и у скоку увис на догађају ИААФ Дијамантске лиге 2024. у Рабату.
На Европском првенству 2024. у Риму је поново стигла до финала заузевши девето месту, са истим резултатом као две године раније (1,90 м).